# Zanúlie
Zanúlie (en rus: Занулье) és un poble de la República de Komi, a Rússia, segons el cens del 2010 tenia 165 habitants.